# Valverdón
Valverdón és un municipi de la província de Salamanca a la comunitat autònoma de Castella i Lleó. Limita al Nord amb Forfoleda, al Nord-est amb Calzada de Valdunciel, a l'Est amb Castellanos de Villiquera, al Sud-est amb Villamayor, al Sud amb Florida de Liébana i a l'Oest amb El Pino de Tormes i Almenara de Tormes.

## Demografia
| 1991 | 1996 | 2001 | 2004 |
| ---- | ---- | ---- | ---- |
| 239  | 270  | 282  | 291  |